# Irina Starshenbaum
Irina Vladimirovna Starshenbaum (en ruso: Ирина Владимировна Старшенба́ум; Moscú; 30 de marzo de 1992) es una actriz rusa.

## Biografía
Se graduó en la Facultad de Negocios de Medios y Relaciones Públicas de la Universidad Estatal de Artes Imprenta de Moscú. Debutó como actriz en 2013. 
En 2017 debutó en un largometraje, un papel principal en la película de ciencia ficción Atracción: La guerra ha comenzado de Fiódor Bondarchuk.
En 2018 se estrenó la película de Kiril Serébrennikov sobre Viktor Tsoi y Mike Naumenko llamada Leto, en la que Irina desempeñó el papel principal.
En el invierno de 2018, junto con otros actores y músicos, grabó un mensaje colectivo en vídeo dirigido al presidente Vladímir Putin pidiéndole que aprobara la Ley de Protección de los Derechos de los Animales.
En 2023, tuvo su primer papel de habla inglesa en Shoshana de Michael Winterbottom. Interpreta a Shoshana Borochov, hija de Dov Ber Borojov, uno de los fundadores del sionismo socialista.

## Filmografía
| Año  | Título                         | Papel             | Notas |
| ---- | ------------------------------ | ----------------- | ----- |
| 2017 | Attraction                     | Yulia Lebedeva    |       |
| 2017 | Black Water                    | Polina            |       |
| 2018 | Ice                            | Zhzhyonova        |       |
| 2018 | Leto                           | Natalia Naumenko  |       |
| 2019 | T-34                           | Anya Yartseva     |       |
| 2019 | Gold Diggers                   | Ulyana Lisina     |       |
| 2020 | Invasion                       | Yulia Lebedeva    |       |
| 2020 | Sherlock in Russia             | Sofia Kasatkina   |       |
| 2021 | Hostel                         | Nelly             |       |
| 2021 | Koschey: The Everlasting Story | May               | Voz   |
| 2022 | Dark Satellites                | Marika            |       |
| 2023 | Shoshana                       | Shoshana Borochov |       |